# Zach Hadel
Zach Hadel, noto anche con lo pseudonimo di psychicpebbles (Wichita, 4 marzo 1993), è un animatore, doppiatore e youtuber statunitense.
È noto soprattutto per essere il co-creatore della serie animata Smiling Friends, insieme a Michael Cusack. Inoltre è conosciuto per le sue animazioni indipendenti pubblicate su internet e per aver condotto la webserie OneyPlays.

## Filmografia

### Doppiatore
- Leo and Satan - serie animata, 2 episodi (2011)
- Rock Bottom, regia di Thomas Ridgewell (2012)
- Hellbenders - serie animata, 4 episodi (2012-2015)
- TOME: Terrain of Magical Expertise - serie animata, 1 episodio (2013)
- Clown Robbery, regia di Zach Hadel (2014)
- JonTron's StarCade - miniserie animata, 1 episodio (2015)
- JonTron - serie animata, 2 episodi (2015-2019)
- Brad n' Dan: Amiibutt Unboxing, regia di David Brown (2016)
- Hellsing Ultimate Abridged - miniserie animata, 1 episodio (2017)
- The Cyanide & Happiness Show - serie animata, 1 episodio (2019)
- The Ultimate 'Avatar: The Last Airbender' Recap Cartoon: Book Three, regia di Cas van de Pol (2019)
- MeatCanyon - serie animata, 1 episodio (2020)
- Satina - serie animata, 1 episodio (2020)
- Quarantine Daze - serie animata, 1 episodio (2020)
- Cyanide and Happiness Shorts - serie animata, 1 episodio (2020)
- The Stockholms - serie animata, 2 episodi (2020)
- Smiling Friends – serie animata, 9 episodi (2020-in corso)
- Tig n' Seek - serie animata, 1 episodio (2022)
- Monkey Wrench - serie animata, 1 episodio (2022)
- Tig n' Seek - serie animata, 1 episodio (2022)
- High on Life - videogioco (2022)
- Helluva Boss - serie animata, (2020-in corso)